# Shingle

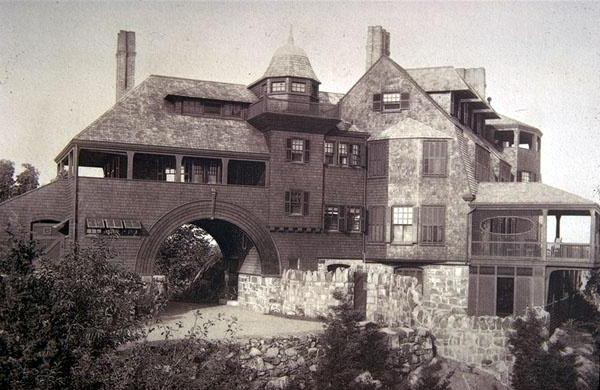
"Kragsyde", Manchester-by-the-Sea, Massachusetts (1883-85, demolita nel 1929), architetti Peabody and Stearns.

Lo Stile Shingle (letteralmente "ciottoli") è uno stile architettonico americano reso popolare dalla scuola di architettura del New England, derivato direttamente all'Eastlake Style dell'architettura di stile Queen Anne americana, influenzato anche dal rinnovato interesse per l'architettura coloniale dopo il centenario dell'indipendenza nel 1876. L'uso caratteristico della pietra e dei sassi naturali dà il nome a questo stile.
Oltre ad essere uno stile architettonico, questo per primo diede alle case un senso di continuità dei volumi, in particolare in orizzontale.

## Storia

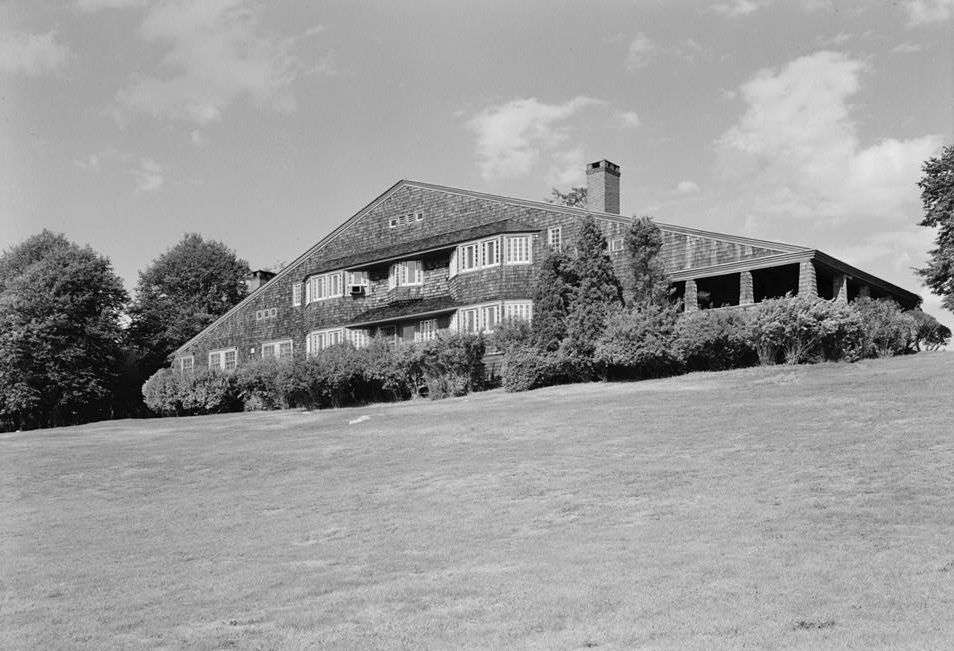
William G. Low House, Bristol, Rhode Island (1886-87, demolita nel 1962), architetti McKim, Mead & White. Oggi un'icona dell'architettura americana, la Low House era relativamente sconosciuta all'epoca della sua demolizione nel 1962.

McKim, Mead & White e Peabody and Stearns furono le due più frequenti firme di architetti che resero popolare lo stile Shingle attraverso le loro commissioni su larga scala di "cottages da spiaggia" per ricche famiglie a Newport, Rhode Island e East Hampton a sud di Long Island. L'abitazione più nota costruita in stile Shingle fu ad ogni modo "Kragsyde" (1882), l'abitazione estiva commissionata dal bostoniano G. Nixon Black allo studio Peabody and Stearns. Kragsyde venne costruita sulla cima di una scogliera della costa presso Manchester-By-the-Sea, nel Massachusetts. La William G. Low House, disegnata dallo studio McKim, Mead & White e costruita nel 1887, è un altro pregevole esempio di questo stile.
Molti dei concetti base dello stile Shingle vennero adottati da Gustav Stickley (1858–1942) ) ed adattati alla versione americana dell'Arts and Crafts Movement.
Diverse case in stile Shingle sono oggi incluse nel National Register of Historic Places statunitense tra cui:
- Bay Head Historic District a Bay Head, New Jersey, con diverse case in stile Shingle
- Case nel Sycamore Historic District, a Sycamore, Illinois
- Fenwick Historic District, la più grande concentrazione di abitazioni di questo stile del Connecticut, con 17 edifici
- Montauk Association Historic District, a Long Island
- Case nel Glen Ridge Historic District a Glen Ridge, New Jersey

Il nome allo stile venne conferito come nel caso dello Stick style, dallo storico dell'architettura dell'Università di Yale Vincent Scully (1920–2017) nella sua dissertazione The Cottage Style del 1949. Lo stesso Scully nel 1971 pubblicò uno studio su questo stile dal titolo The Shingle Style with the Stick Style ed uno nel 1974 The Shingle Style Today.

## Caratteristiche
Gli architetti che adottarono lo stile Shingle cercarono di emulare lo stile coloniale delle case con muri esterni realizzati appunto in ciottoli e pietre uniformi come nell'opera dello studio McKim Mead and White's alla Low House o nel complesso di Kragsyde. Diversi architetti, per ottenere la tipica colorazione grigiastra in facciata, adottarono talvolta delle tavole di cedro immerse nel latticello di burro, lasciate asciugare e quindi installate.
Le case di stile Shingle hanno spesso un singolo tetto di grandi dimensioni, motivo per cui in tutti i progetti viene enfatizzata la monumentalità della costruzione e la sua dimensione orizzontale più che l'altezza della struttura stessa.

## Lo Shingle al di fuori degli Stati Uniti
Lo stile Shingle si diffuse anche al di fuori dei confini del Nord America. In Australia venne introdotto dall'architetto canadese John Horbury Hunt (1838–1904) sul finire del XIX secolo. Alcune di queste costruzioni si possono ancora oggi trovare nel sobborgo di Sidney denominato Wahroonga ed in quello di Pibrac, oltre a Warrawee, sempre nel Nuovo Galles del Sud. La Gatehouse, sempre a Wahroonga, non venne disegnata da Hunt.

## Esempi di architettura in stile Shingle

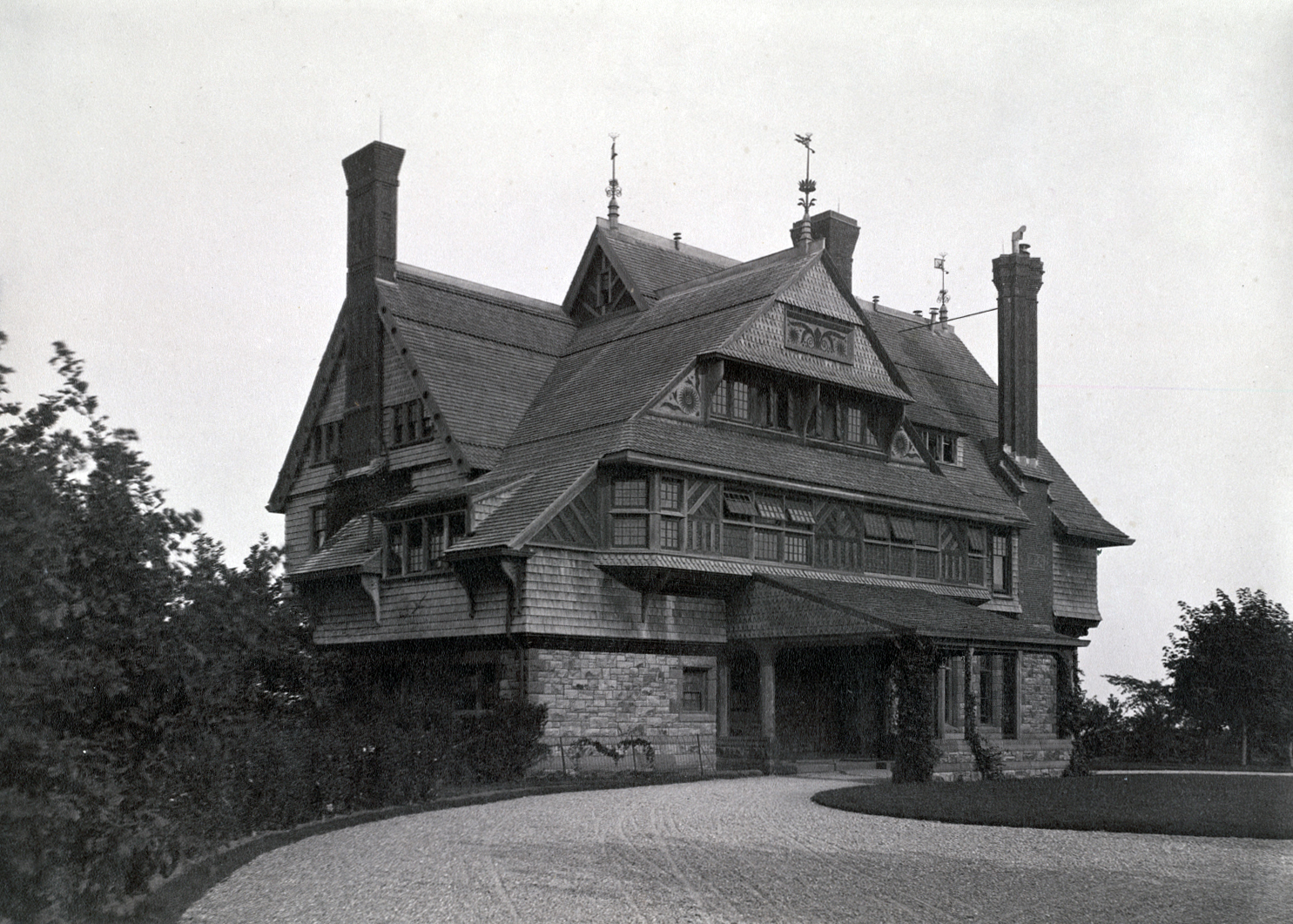
William Watts Sherman House, Newport, Rhode Island (1875-76), architetto Henry Hobson Richardson.
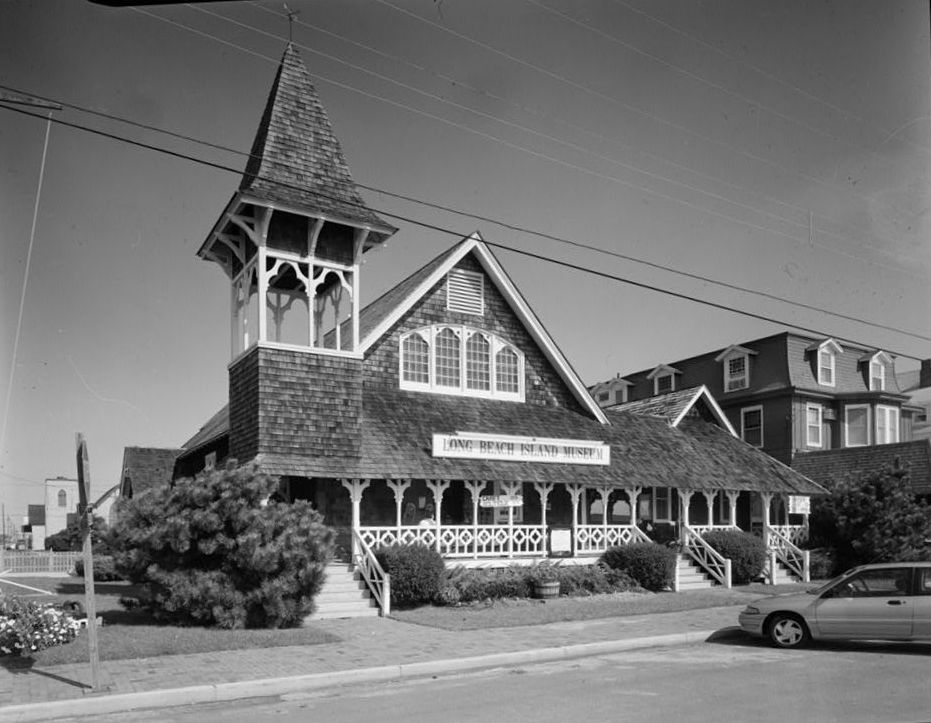
Holy Innocents Episcopal Church, Beach Haven, New Jersey (1881-82), studio Wilson Brothers & Company.
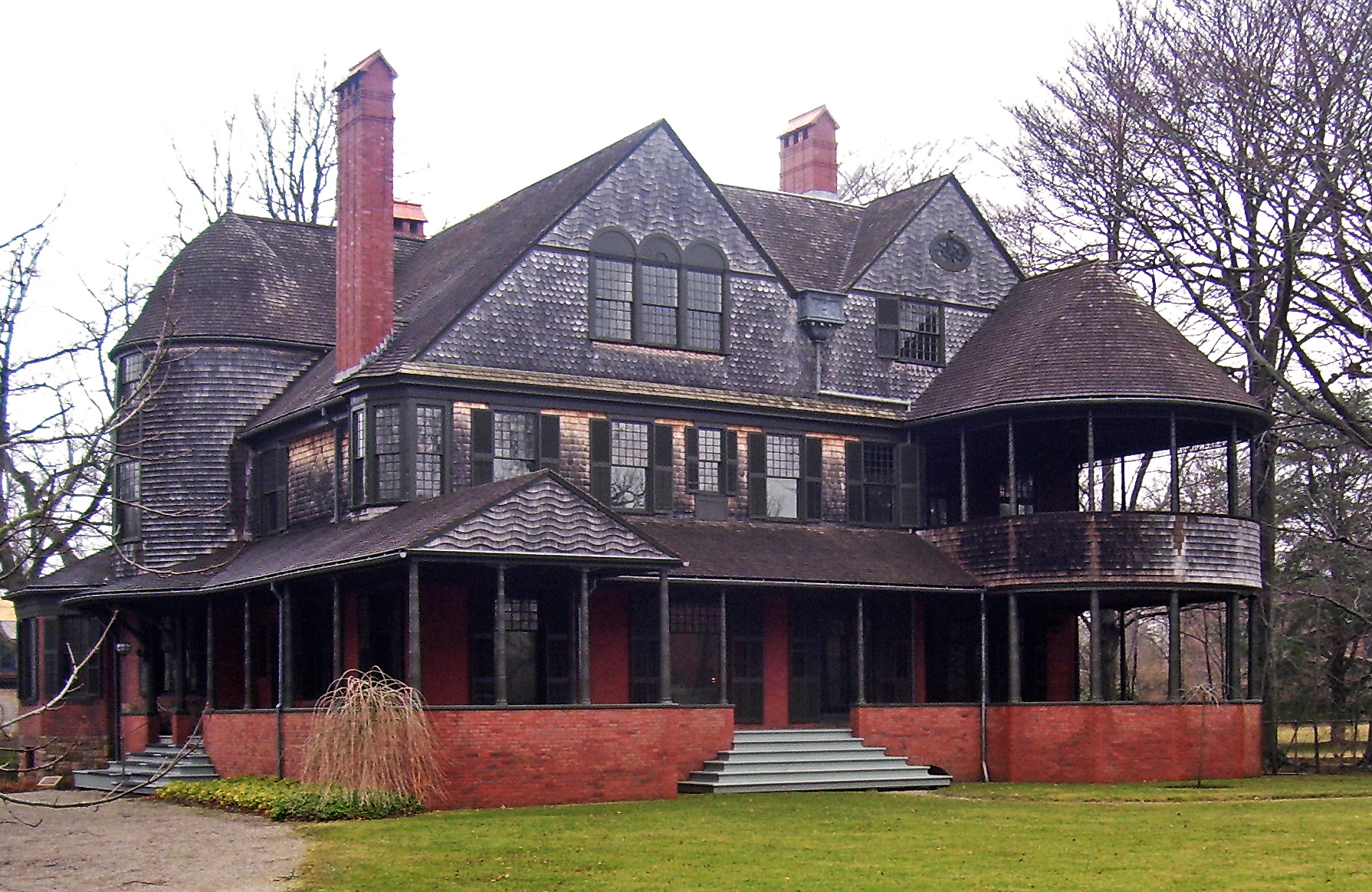
Isaac Bell House, Newport, Rhode Island (1882), studio McKim, Mead & White.
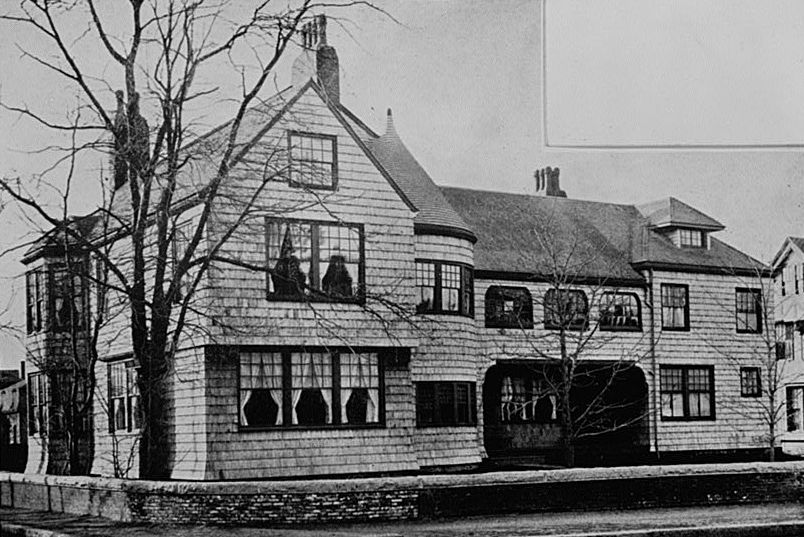
Mary Fiske Stoughton House, Cambridge, Massachusetts (1882-83), architetto Henry Hobson Richardson.
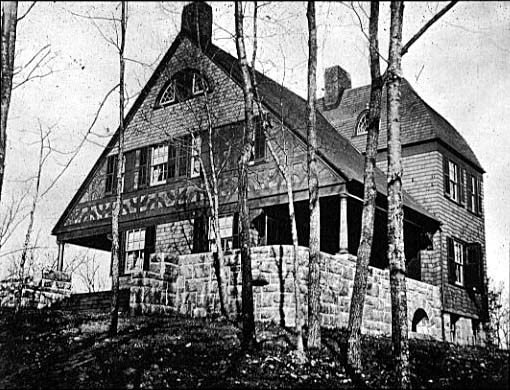
William Kent Cottage, Tuxedo Park, New York (1886, demolita), architetto Bruce Price.
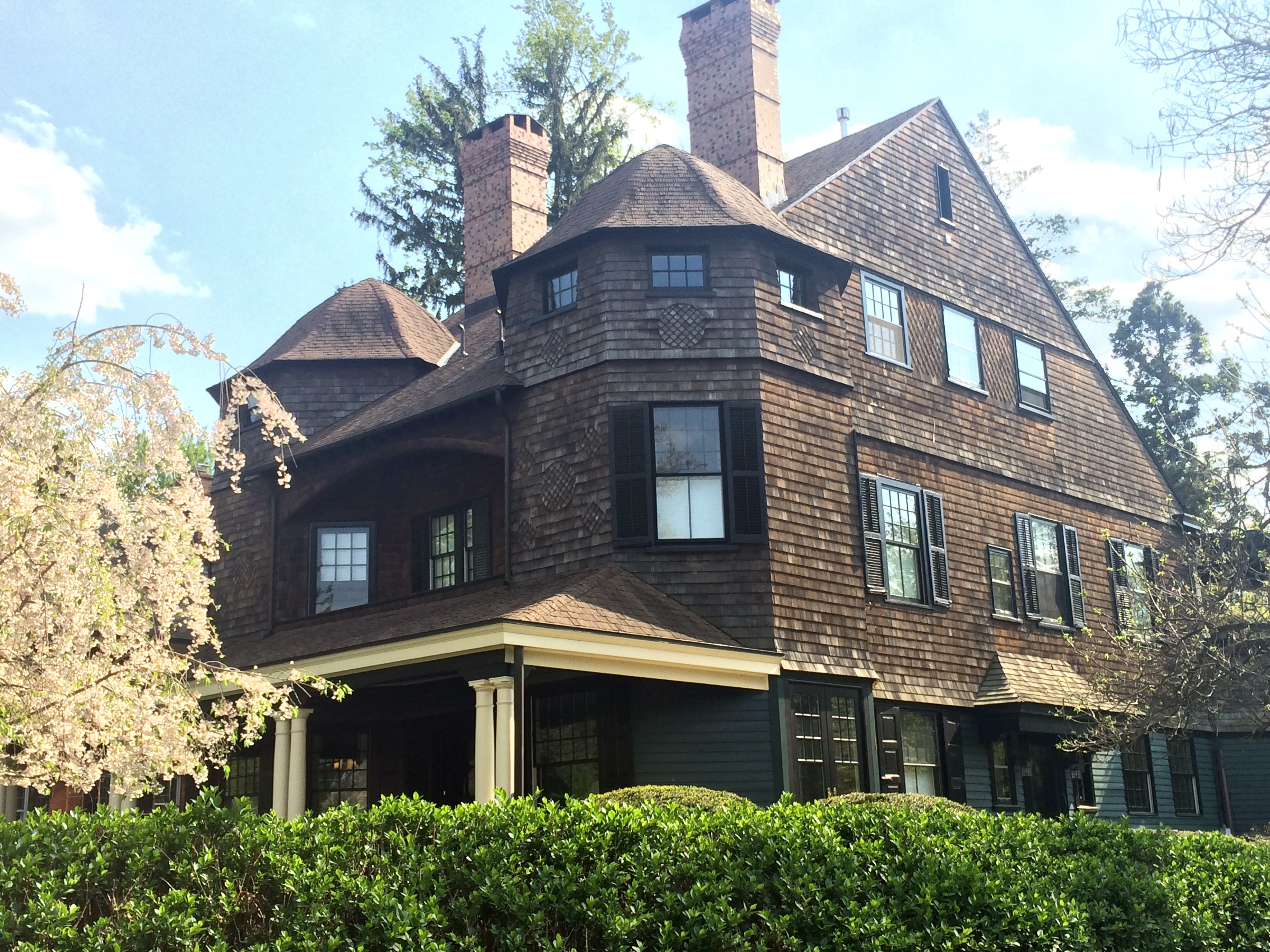
La William Berryman Scott House (1888), disegnata da A. Page Brown, al 56 Bayard Lane, Princeton, New Jersey nel Princeton Historic District
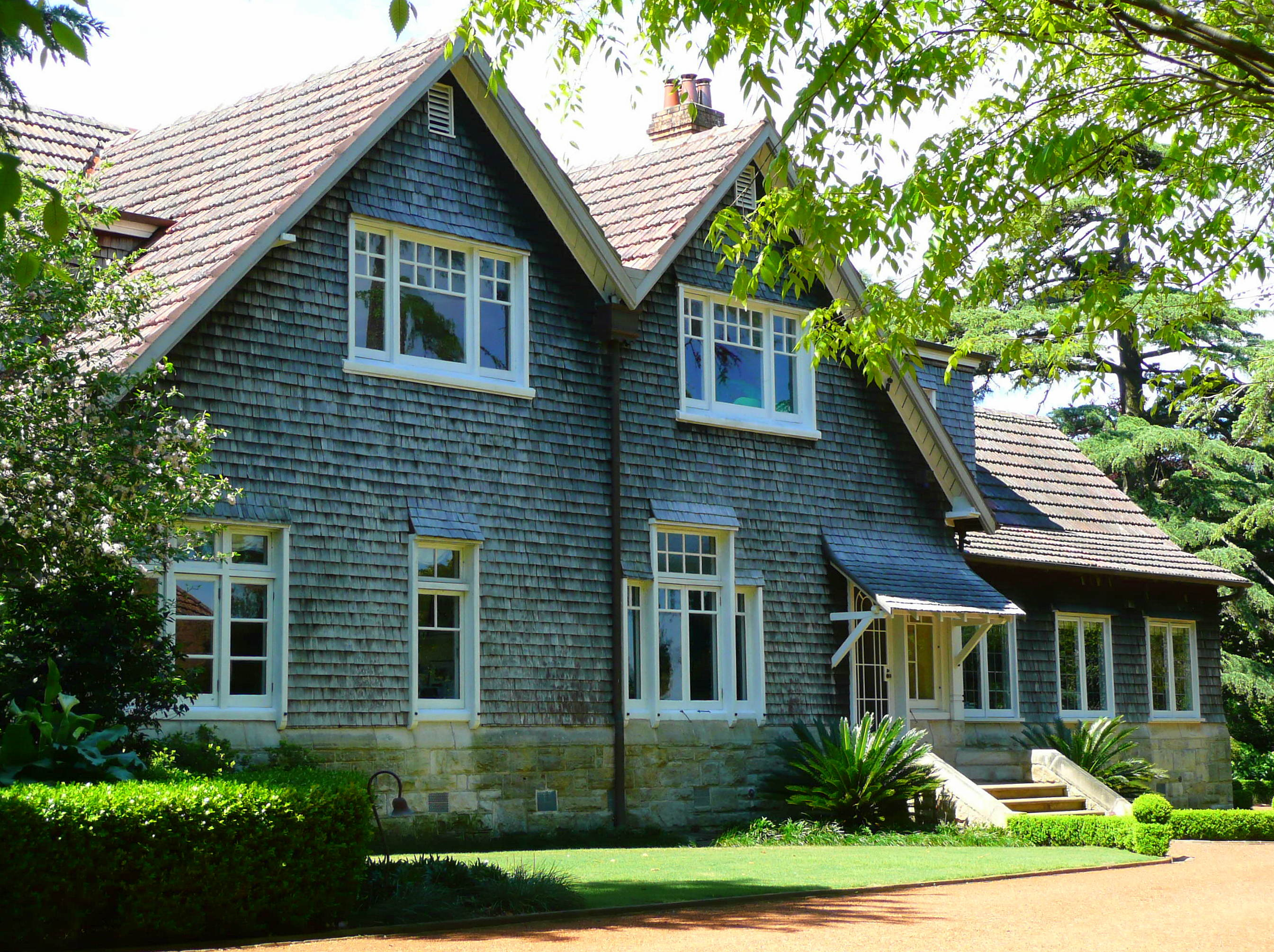
Pibrac (1888), Sydney, Australia, architetto John Horbury Hunt
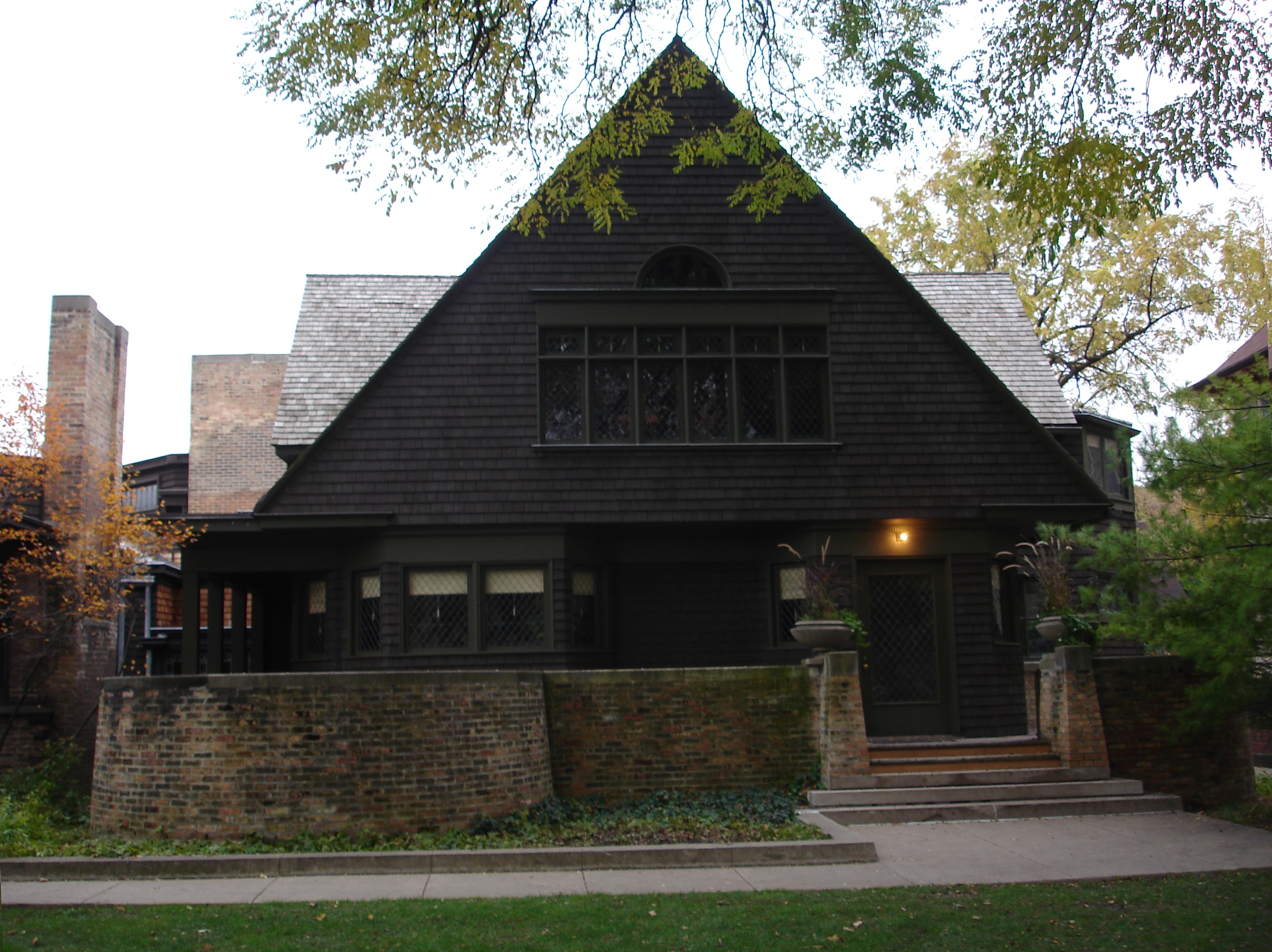
Frank Lloyd Wright Home and Studio, Oak Park, Chicago, Illinois (1889), architetto Frank Lloyd Wright.
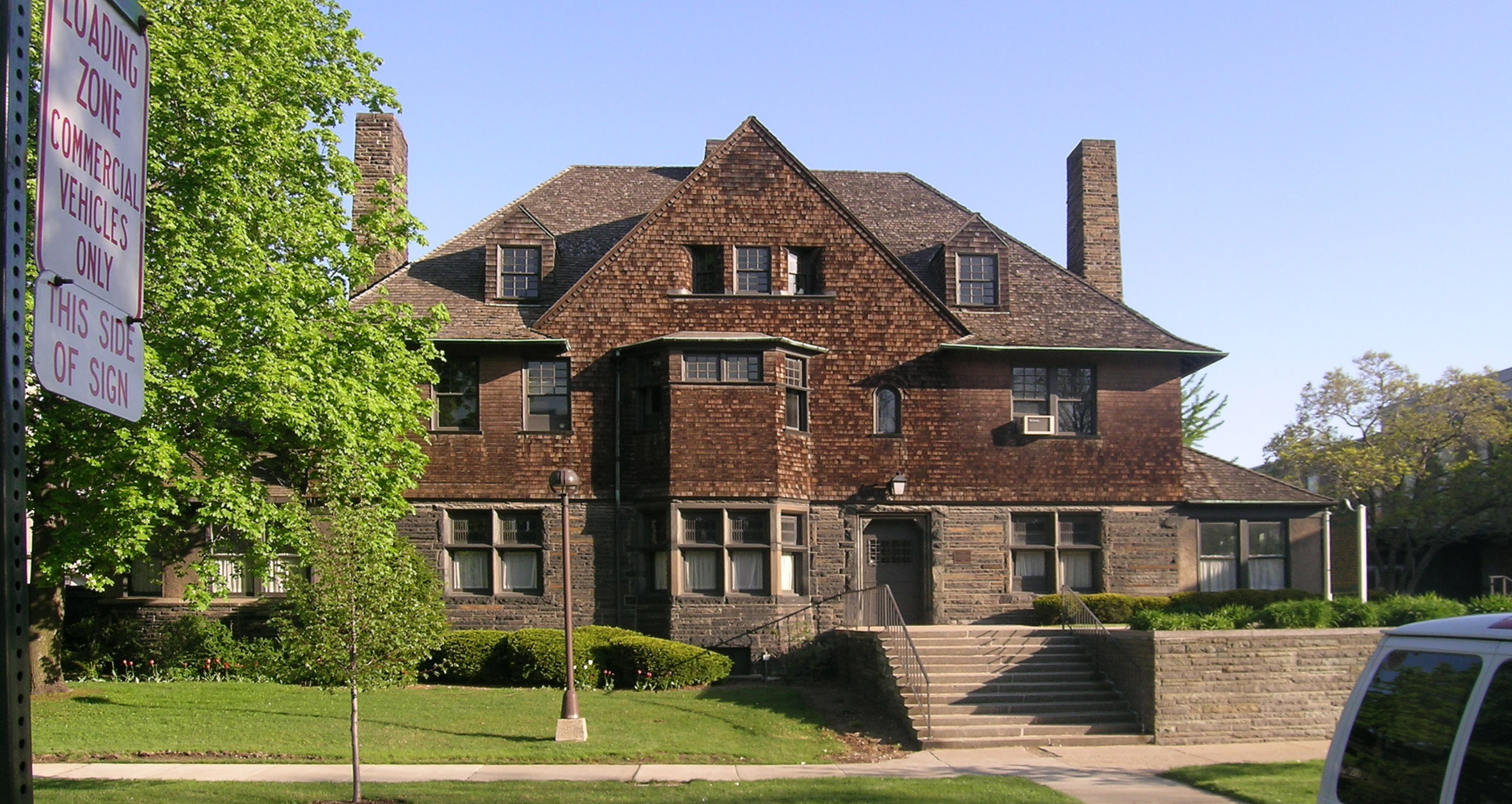
Charles Lang Freer House, Detroit, Michigan (1890), architetto Wilson Eyre.
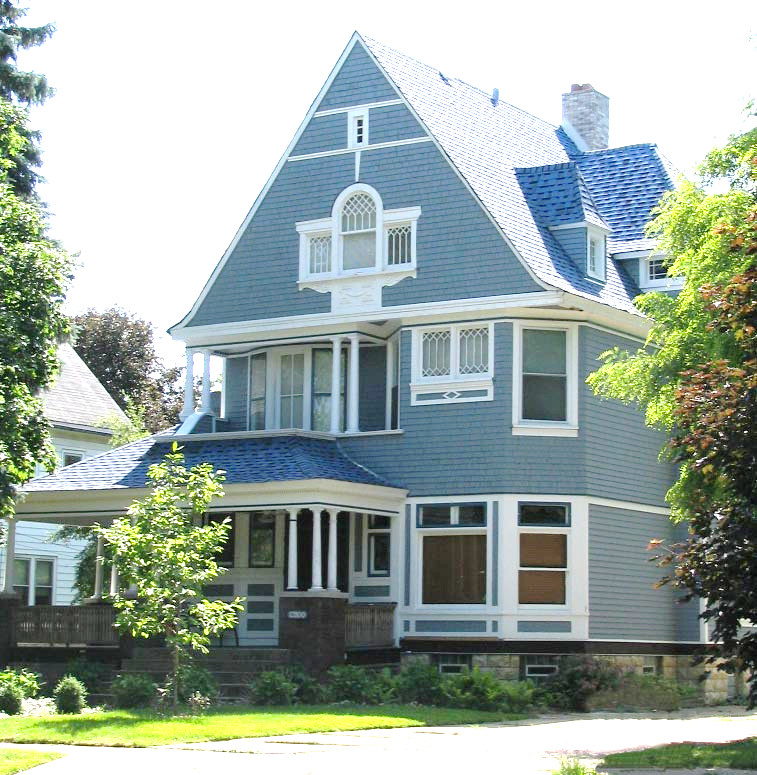
Harry and Stella Massey house, Blue Island, Illinois (1890) architetto August Fiedler
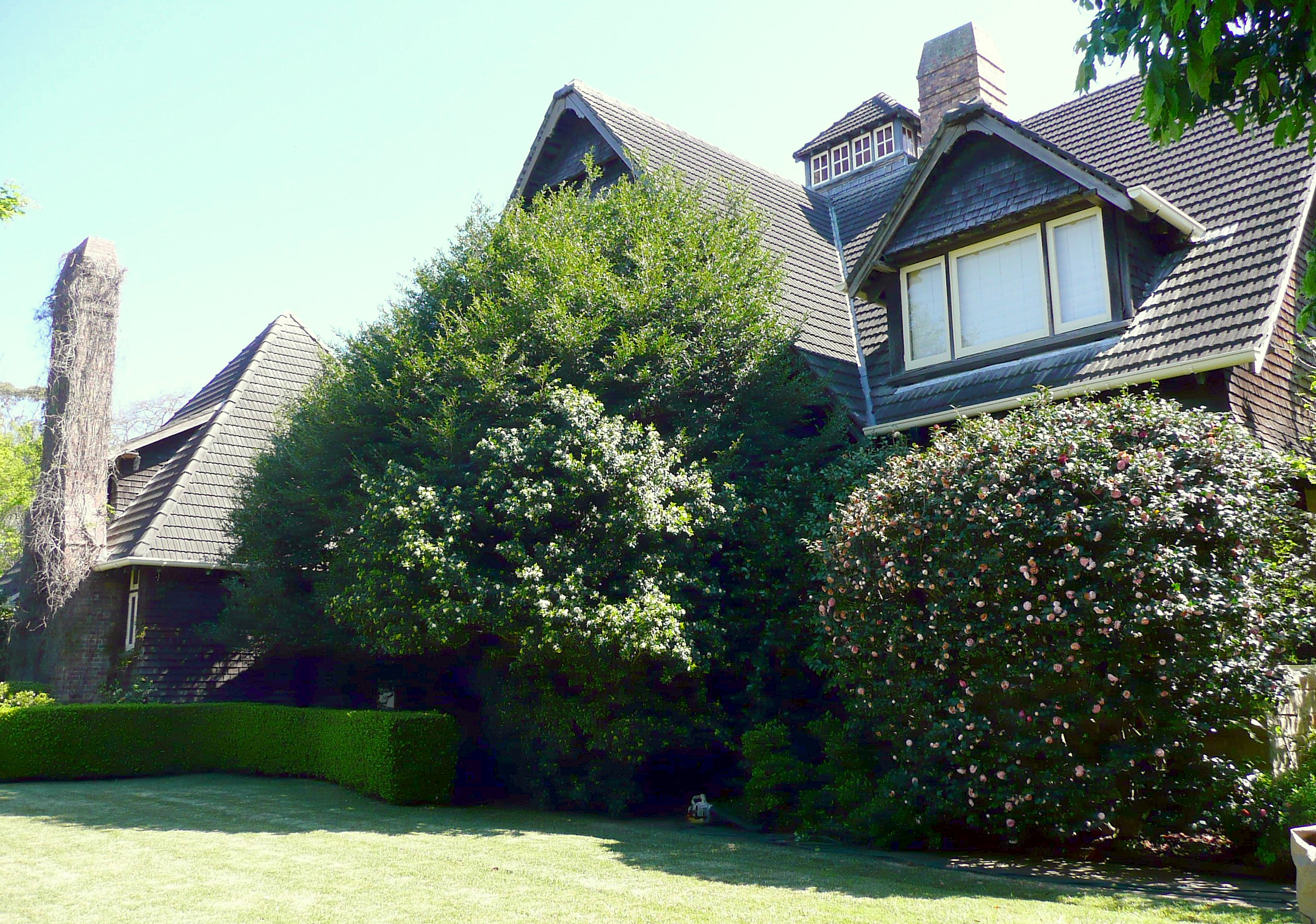
Highlands (1891), Sydney, Australia, architetto John Horbury Hunt
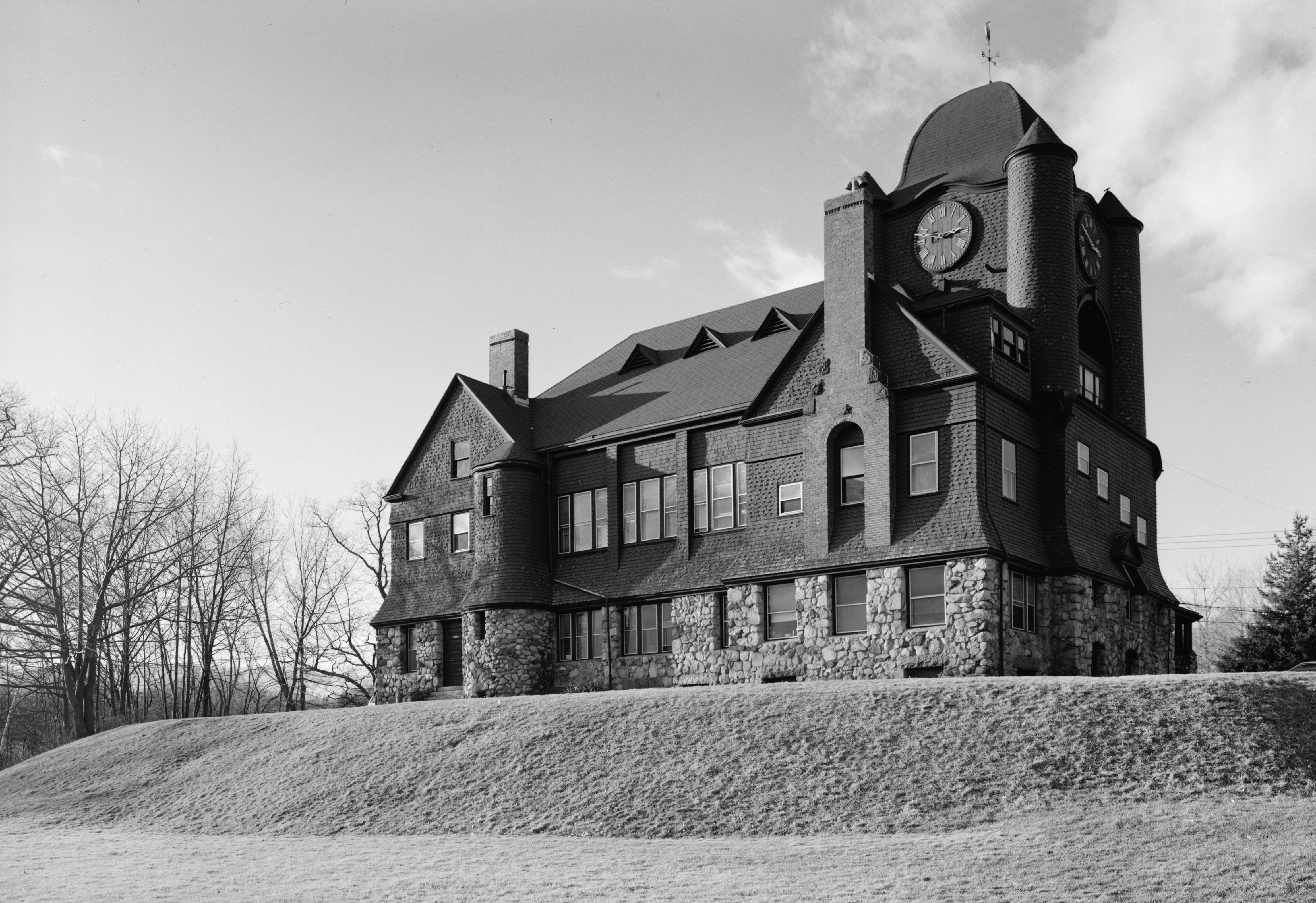
Essex Town Hall and TOHP Burnham Library, Essex, Massachusetts (1893-94), architetto Frank W. Weston.
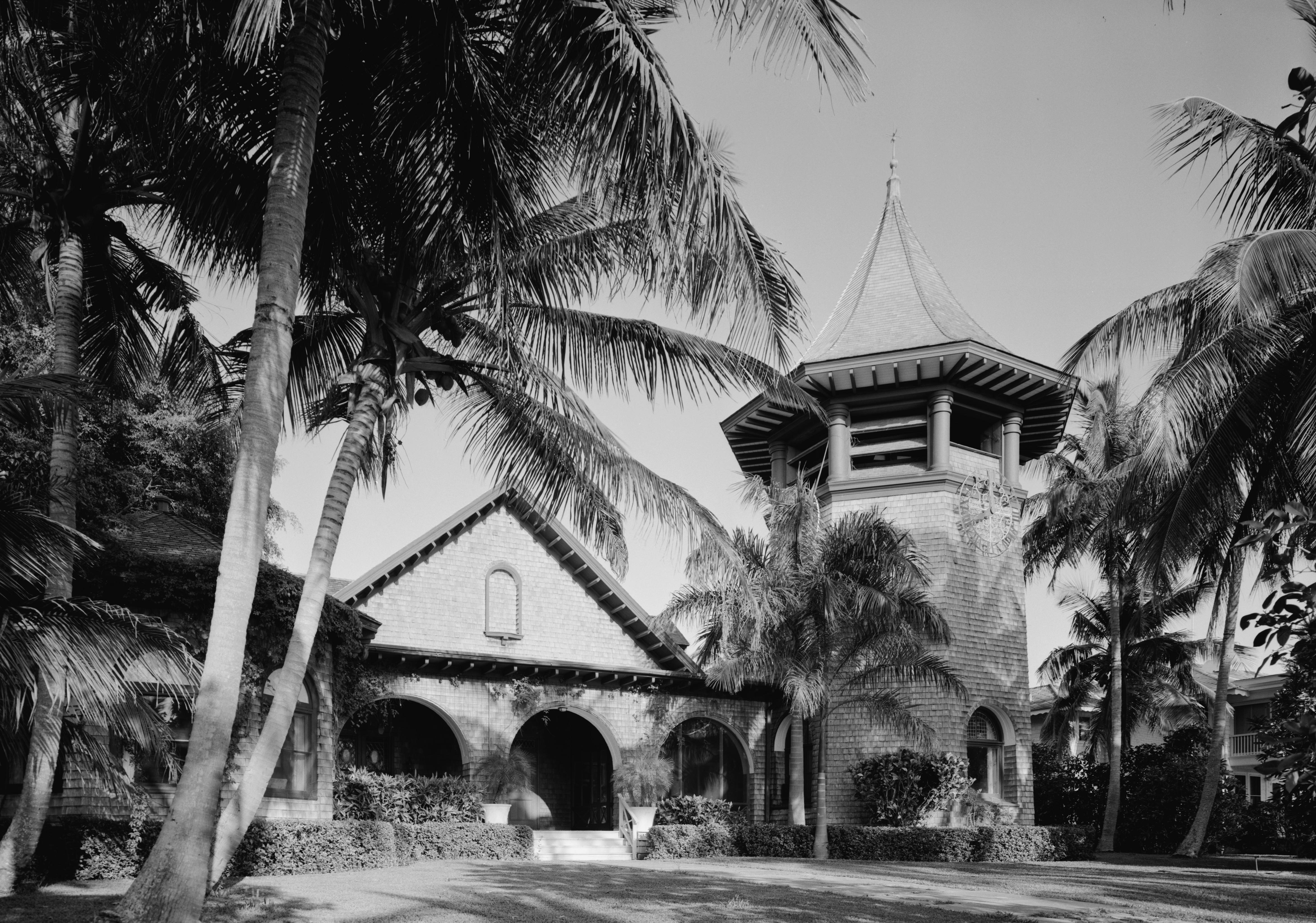
Bethesda-by-the-Sea Episcopal Church, Palm Beach, Florida (1895), architetto John H. Lee.
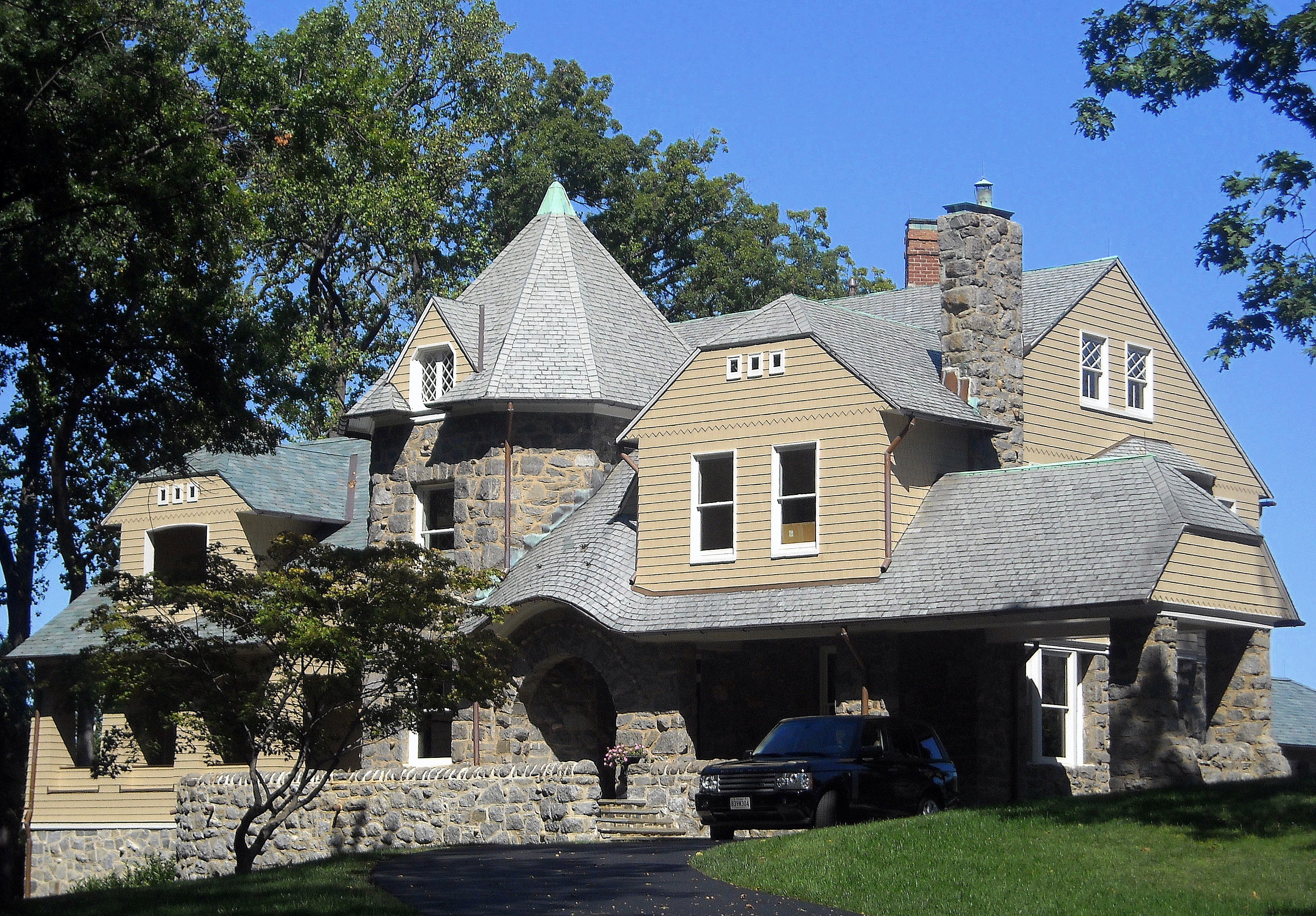
Owl's Nest (nota anche col nome di Crounse House), Washington, D.C. (1897), architetto Appleton P. Clark, Jr..
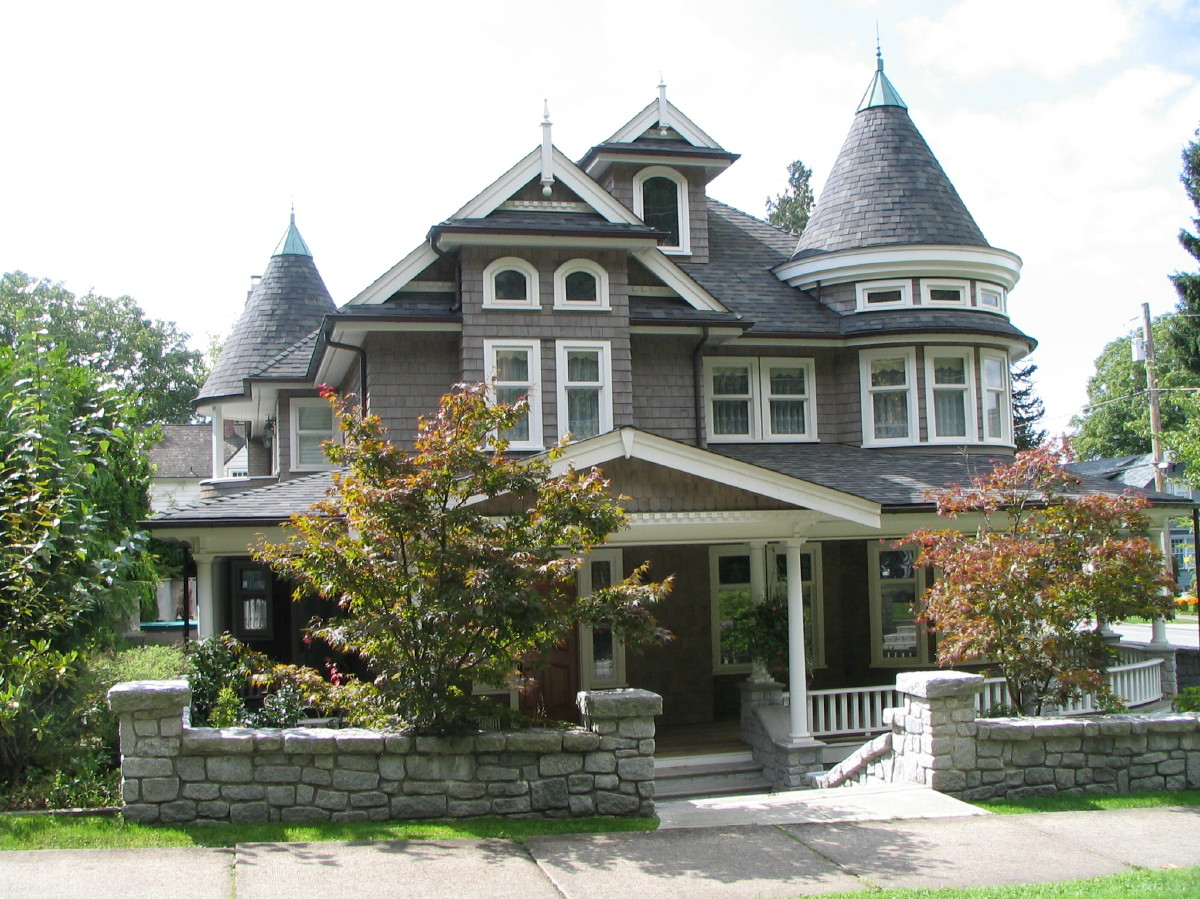
Moderna replica di una casa di stile Shingle (c. 2004), di fronte al Queen's Park, New Westminster, British Columbia.